# 몬세라토
몬세라토(사르데냐어로 파울리 또는 파울리)는 이탈리아 사르데냐 남부 칼리아리 광역시의 코무네로, 칼리아리에서 북동쪽으로 약 5 킬로미터 (3 mi) 떨어져 있다.
몬세라토는 다음 지방 자치 단체와 접해 있다: 칼리아리, 콰르투산텔레나, 콰르투치우, 셀라르주스, 세스투. 볼거리로는 산트암브로조의 고딕 양식 교회가 있다.

## 역사
중세 시대에 이 마을은 파울리(습지를 뜻하는 사르데냐어)로 알려져 있었고, 칼리아리 주디카토의 일부였다. 이후 피사 공화국, 아라곤 왕가 그리고 아르보레아 주디카토에 소유되었다가, 1348년 흑사병으로 인해 인구가 줄었다. 이후 스페인, 그리고 사보이아 봉토였다.
몬세라토는 1928년 칼리아리에 합병될 때까지 자치 코무네였다. 1991년 지역 주민 투표로 분리될 때까지 칼리아리의 한 구역으로 남아 있었다. 1995년부터 이 도시는 새로 설립된 칼리아리 광역권의 일부가 되었다.